# Sh2-309
Sh2-309 è una nebulosa a emissione visibile nella costellazione della Poppa.
Si trova nella parte nordoccidentale della costellazione, circa 11° a ESE di Sirio, la stella più brillante del cielo notturno; appare come una nube di forma circolare e piuttosto debole, infatti sono necessari strumenti potenti e appositi filtri per poterla individuare. Il periodo più adatto per la sua osservazione nel cielo serale è compreso fra i mesi di dicembre e aprile e la sua declinazione meridionale fa sì che sia osservabile con più facilità dalle regioni australi.
Si tratta di una regione H II posta sul bordo più meridionale e più caldo di una grande superbolla nota come GS234-02; questa struttura si sarebbe originata a seguito dell'esplosione di alcune decine di supernovae, favorendo i fenomeni di formazione stellare nelle nubi molecolari accumulate sui suoi bordi. La principale responsabile della ionizzazione dei gas della nube potrebbe essere SLS 499, indicata a volte come una gigante blu di classe spettrale O9III e a volte come una stella blu di sequenza principale di classe O9V, a seconda delle stime; la distanza della stella tuttavia è indicata in certi studi come posta ad appena 3200 parsec di distanza, contro i 4200 (13700 anni luce) stimati per la nebulosa e il complesso GS234-02.